# Hydriomena borussata
Hydriomena borussata är en fjärilsart som beskrevs av Barnes och Mcdunnough 1918. Hydriomena borussata ingår i släktet Hydriomena och familjen mätare. Inga underarter finns listade i Catalogue of Life.